# STRIL 60
STRIL 60 var ett svenskt stridslednings- och luftbevakningssystem, som initierades av Flygvapnet och började byggas ut på 1960-talet och ersatte det tidigare STRIL 50. Det fullständiga namnet var Strilsystem m/60.
Det nya systemet skulle vara snabbare och tillåta en kontinuerlig övervakning av det svenska luftrummet. Snabbare sovjetiska bombplan och ett ökande hot om att dessa kunde bära kärnvapen gjorde att flygvapnet behövde ett snabbare stridsledningssystem som också skulle möjliggöra att alla anfallande bombplan kunde genskjutas av egen jakt utanför landets gränser. För att uppnå den snabbhet och precision som krävdes så kom STRIL 60 att vara mer datoriserat än det i stort sett manuella STRIL 50.

## Bakgrund

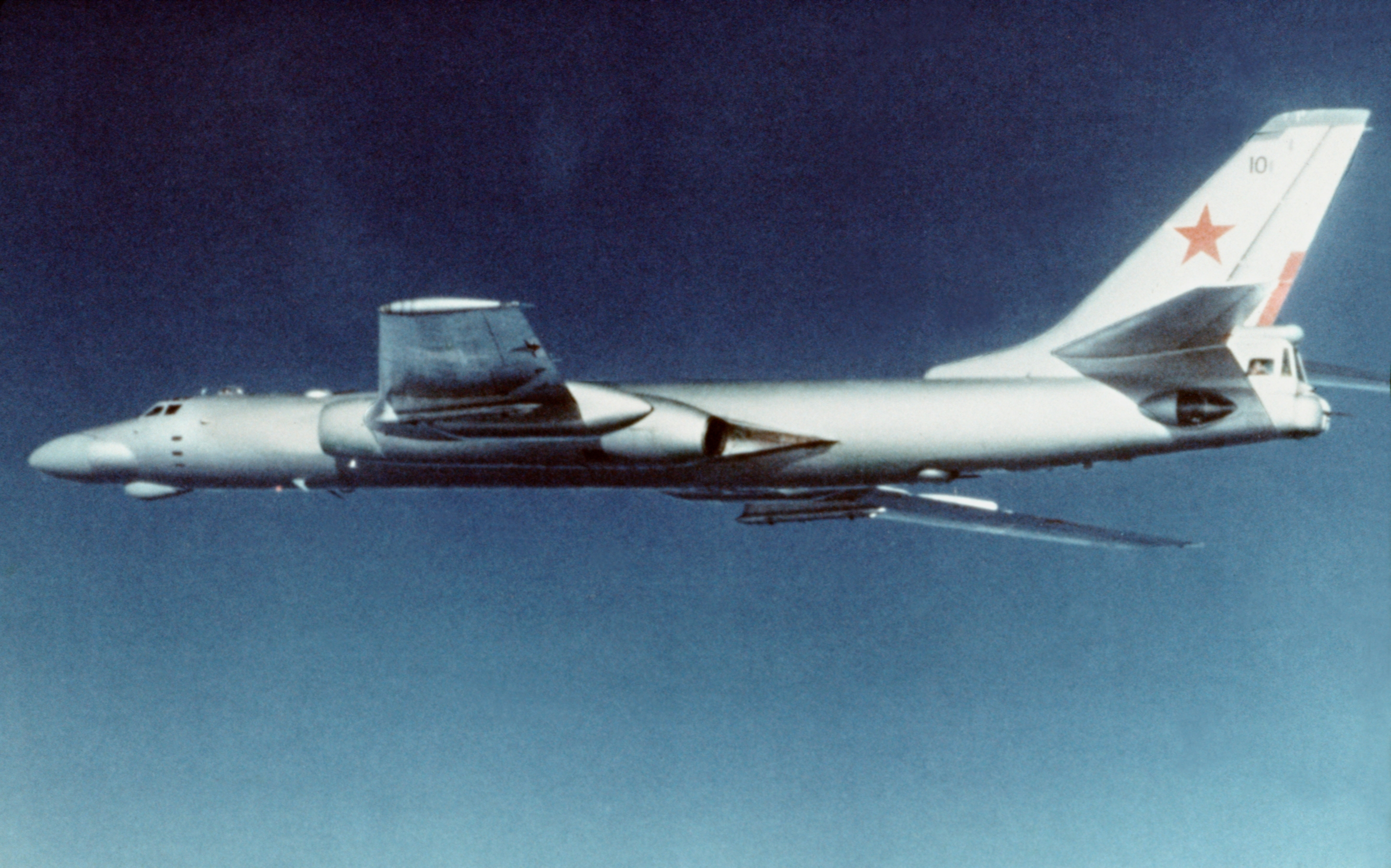
Nya snabba sovjetiska bombplan som Tupolev Tu-16 beväpnade med kärnvapen var en av drivkraftena bakom utvecklingen av STRIL 60

En viktig händelse som kom att påverka utvecklingen av STRIL 60 mest var nedskjutningen av DC-3:an den 13 juni 1952. En av flygvapnets DC-3:or (militär beteckning Tp 79) sköts ner av ett sovjetiskt jaktplan av typen MiG-15 under ett signalspaningsuppdrag över Östersjön. Tre dagar senare sköts ett Catalina-plan (Tp 47) ner av sovjetiska stridsflygplan när det letade efter överlevande från DC-3:an (den så kallade Catalina-affären). Båda incidenterna präglades av att man från svensk sida inte kunde följa händelserna över Östersjön tillräckligt bra. Vid denna tidpunkt fanns ingen regelbunden övervakning av luftrummet; STRIL 50 användes enbart vid luftförsvarsövningar eller vid mobilisering. 
Bland erfarenheterna man drog efter de båda händelserna var att Sverige behövde en kontinuerlig övervakning av luftrummet och en beredskap för att kunna hävda sin territoriella integritet och skydda egen verksamhet. Slutsatsen mynnade ut i upprättandet av STRIL 60 och en kontinuerlig övervakning av luftrummet, den så kallade incidentberedskapen.
Hotet från snabbare sovjetiska bombplan som kunde bära kärnvapen var en annan drivkraft bakom utvecklingen av STRIL 60 systemet. Kärnvapen sågs som ett rellt hot då Sverige inte förfogade över några egna kärnvapen som skulle kunna ha en avskräckande verkan, eller då man följde principen om alliansfrihet i fred syftande till neutralitet i krig så fanns det ingen allians vars kärnvapenförmåga kunde avskräcka en angripare från att anfalla med kärnvapen. Tupolev Tu-16 med en toppfart av 960 km/h på hög höjd och en aktionsradie av 4800 km med full last, togs i tjänst år 1954 av det Sovjetiska flygvapnet. Tu-16's höga toppfart innebar ett behov av en snabbare och mer precis stridsledning av genskjutande jaktplan. Ett bombplan som oskadat nådde sitt mål innebar inte längre ett par ton med sprängbomber som nådde sitt mål utan kanske kärnvapen med sprängkraft som räknades i megaton. Samtidigt strävade man med flygvapnets nya bassystem Bas 60 att försöka minimera möjligheten att slå ut flygvapnet på marken med kärnvapen genom att sprida ut flygplanen på baserna så mycket att en enskild atombomb inte kunde slå ut mer än ett fåtal flygplan men inte slå ut en hel flygbas.

## Teknik

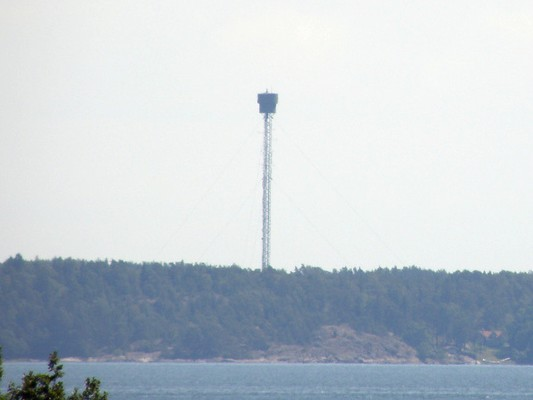
PS-15-radarn på Torö.

De tidigare 11 luftförsvarssektorerna från STRIL 50 minskade till 7 stycken, i de fyra högst prioriterade sektorerna planerades det att byggas helt nya luftförsvarscentraler. Men ekonomiska realiteter gjorde att av de fyra tänkta luftförsvarscentralerna i de prioriterade sektorerna O1, O5, S1 och S2, kom endast två helt nya LFC att byggas i sektor O5 (LFC Puman i Bålsta) och sektor S1 (LFC Kobran i Hästveda). De elektroniska systemen till dessa två nya luftförsvarscentralerna beställdes 1959 från Marconi i England. Den valda systemlösningen från Marconi var helt baserad på oprövad digitalteknik jämfört med konkurrenten Decca som hade offererat en lösning som byggde på analog teknik. Det framsynta valet av ett digitaltekniskt grundsystem skulle göra att STRIL 60 kom att kunna vidareutvecklas och användas ända fram till 2001 då ersättaren StriC togs i bruk.

Under mitten av 1960-talet tillkom två nya typer av radarstationer i STRIL-systemet, höghöjdsspaningsradarn PS-65 och låghöjdsspaningsradarn PS-15. För att hantera informationsflödet från de totalt 14 stycken PS-15 som uppfördes, tillkom en ny typ av mindre centraler, radargruppcentraler som skulle ta emot analoga signaler över bredbandslänk från radarstationerna och skicka vidare informationen till luftförsvarscentralen i sektorn i digital form.

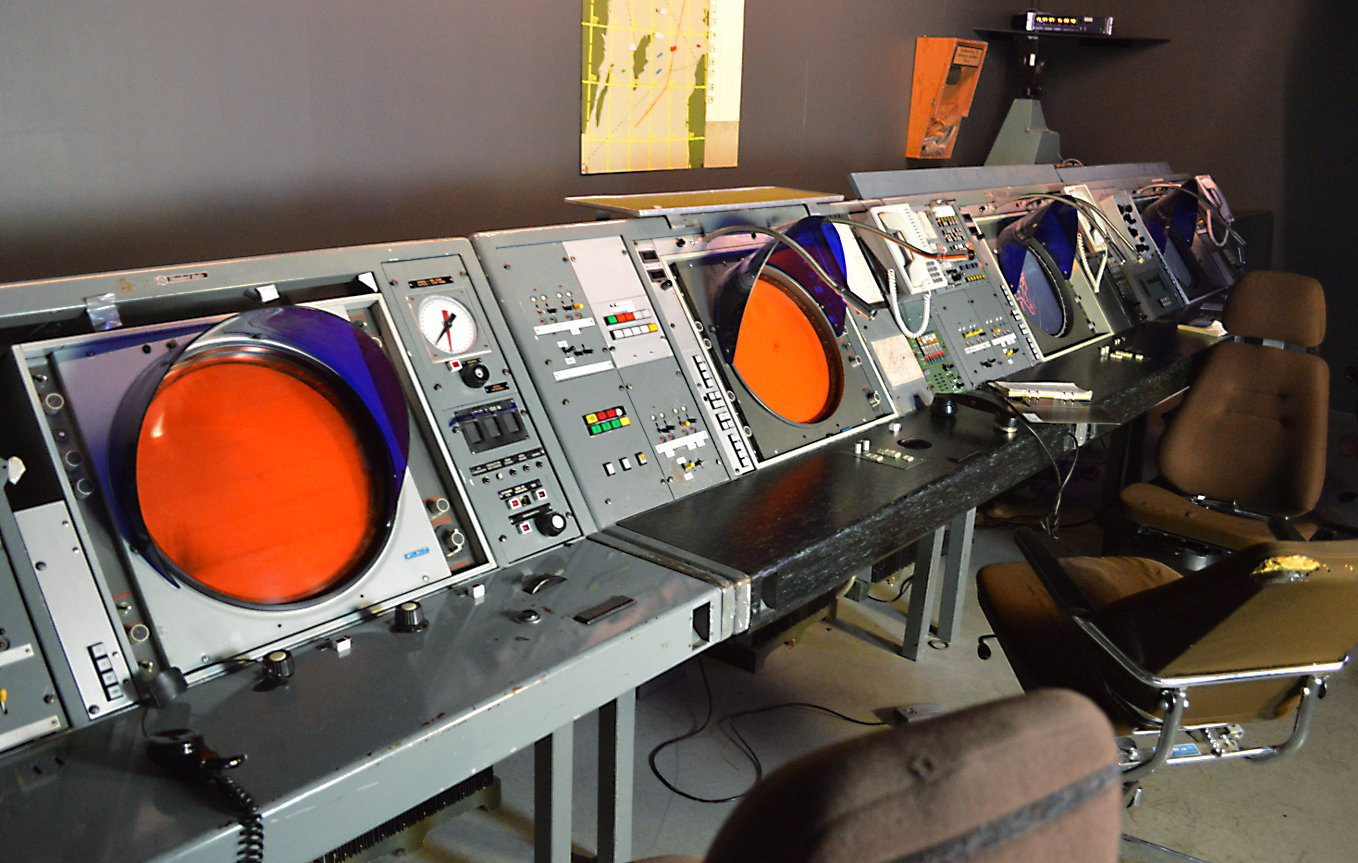
Manöverbord från en STRIL 60-central, i dag tagna ur bruk. Bilden är tagen på Flygvapenmuseum i Linköping.

Under början av 1960-talet togs Flygvapnets styrdatasystem i bruk som gjorde det möjligt för jaktledaren att kunna överföra målinformation och leda flygföraren med digital dataöverföring till jaktplanet även om talradioförbindelsen var utstörd. Först infördes systemet vid radarstationerna av typen PS-08, sedan från de nya luftförsvarscentralerna av typ 1 och sist från radargruppcentralerna, det första av flygvapnets jaktplan som kunde ta emot styrdatasändningarna var J 35B Draken. I början av 1970-talet tillkom 3D-radarn PS-66 och datarapportering, OPUS, infördes inom den optiska luftbevakningen.

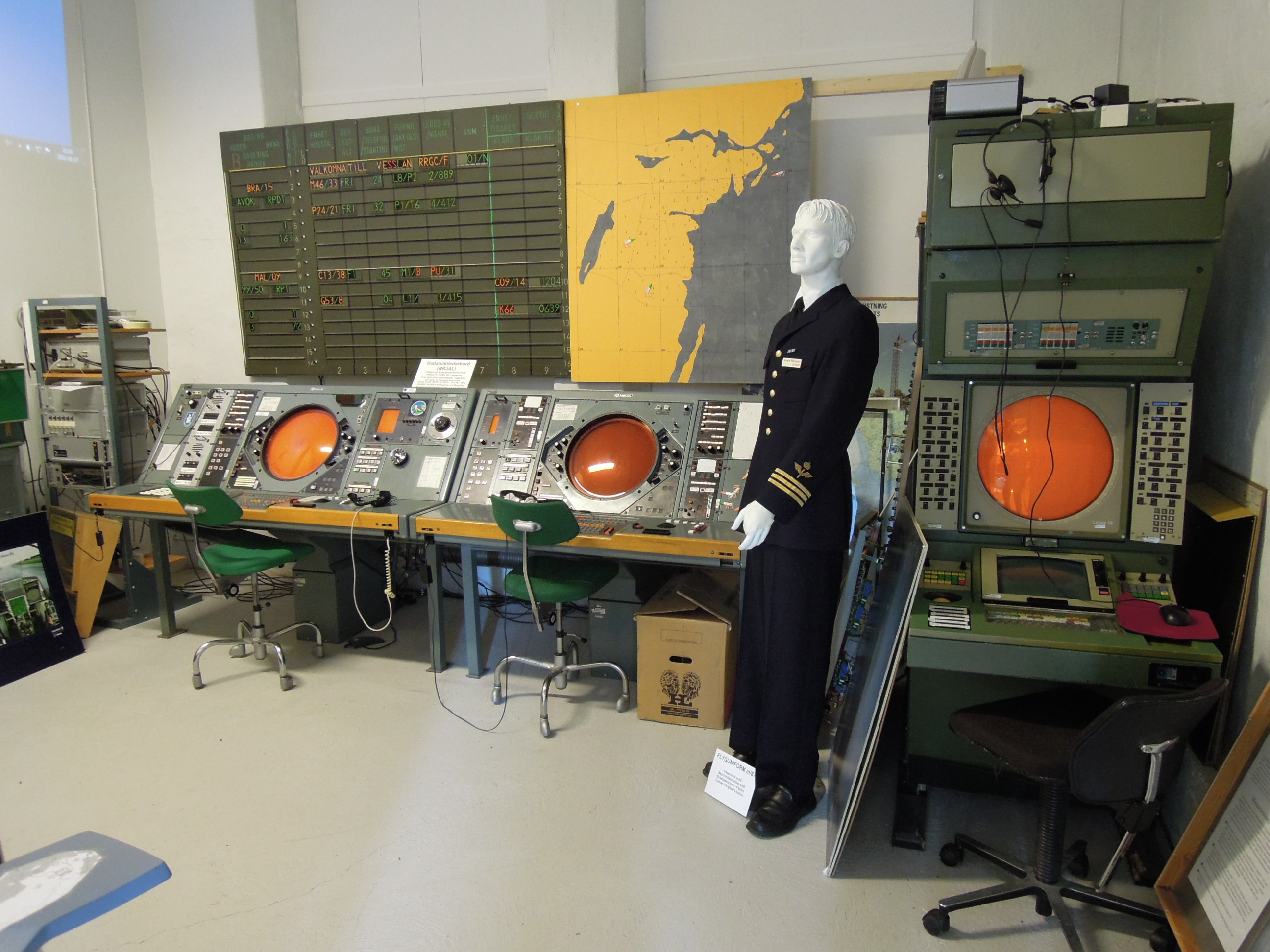
Radargruppcentral utställd på Arboga robotmuseum.

Då fem av de tretton planerade radargruppcentralerna ströks ur planerna kom flera sektorer att sakna radargruppcentraler. Detta medförde att ett antal radarstationer kom att sakna radiolänkanslutning till någon central, samtidigt som flera nya radarstationer kom till. Tekniken med automatisk målföljning som användes för att hjälpa radarjaktledarna i de olika stridsledningscentralerna gjorde det nödvändigt att digitalisera radarsignalerna. Digitaliseringen möjliggjorde även att radarinformationen skulle kunna överföras i digital form från radarstationer över telefonledningar till stridsledningscentraler istället för att överföra radarbilden från varje station med radiolänk. Den huvudsakliga svårigheten var begränsningar i modemtekniken, först när modem med en överföringshastighet på 4 800 bit/s blev tillgängliga kunde smalbandsöverföring av radarinformation, SBÖ, införas i mitten av 1970-talet.
I början av 1970-talet började planeringen för att uppgradera tre luftförsvarscentraler av STRIL 50-modell, Lfc W2, Lfc 01 och Lfc ÖN. 1974 beställdes utvecklingen av datorsystem och utrustning för att projicera luftlägeskartan på storbild från Singer Librascope. Installationen av de tre anläggningarna gjordes 1977-1978, en fjärde anläggning som anskaffades och placerades på central verkstad i Växjö som 1985 flyttades till Lfc NN. Grunden i datorsystemet DBU 02 var en kommersiell PDP-11 dator tillverkad av Digital Equipment Corporation, alla tidskritiska program i systemet var skrivna i programmeringsspråket assembler. Systemet kunde ta emot information i digital form om totalt 120 stycken egna eller fientliga flygföretag från en eller två radargruppcentraler, denna information kunde sedan behandlas och presenteras med hjälp av storbildsprojektorn.